# Billigheim (Billigheim-Ingenheim)
Billigheim ist ein Ortsteil der Gemeinde Billigheim-Ingenheim im rheinland-pfälzischen Landkreis Südliche Weinstraße. Bis 1969 war Billigheim eine eigenständige Gemeinde.

## Lage
Der Ort liegt in der Südpfalz im Landschaftsschutzgebiet „Klingbachtal-Kaiserbachtal“. Nördlich des Ortskerns verläuft der Kaiserbach, ein Nebenfluss des Klingbachs, welcher südlich des Orts verläuft. Die Region gehört zum Nördlichen Oberrheintiefland. Billigheim liegt östlich von Appenhofen und nördlich von Mühlhofen.
Zu Billigheim gehören auch die Wohnplätze Bruchsiedlung, Pfalzgrafenmühle, Wahlhof und Wartgartenmühle.

## Geschichte
Die erste urkundliche Erwähnung des Ortes erfolgte im Jahr 693/94, als Hildifridus, Managoldus und Waldswind dem Kloster Weißenburg Güter in Billigheim im Speiergau („Bolinchaime in pago Spirinsae“) schenkten. Weitere in mittelalterlichen Urkunden vorkommende Namen waren „Bullenkeim“, „Bullinkeim“, „Bellenkem“ und „Bellikam“.
Im Jahr 1234 erhielt Bischof Konrad IV. von Speyer von Abt Cuno und dem Konvent zu Weißenburg die Kirche zu Billigheim („Bullinkeim“) mit ihren Gefällen. Der Bischof übertrug diese Rechte an das Domkapitel zu Speyer.
Der Ort selbst war ein unmittelbares Eigentum des Reiches und schon früh verpfändet. Um das Jahr 1320 löste der Mainzer Erzbischof Peter, womöglich im Namen des Klosters Klingen, das Dorf Billigheim für 100 Pfund Heller wieder aus.
Durch Kaiser Ludwig IV. (1313–1347) oder Kaiser Karl IV. (1347–1378) waren Billigheim und einige andere Dörfer Mitte des 14. Jahrhunderts an Pfalzgraf Ruprecht I. (1329–1390), von diesem wiederum an Graf Emich von Leiningen zu Landeck (1237–1281), pfandweise gelangt. 1361 zahlte Ruprecht I. an den Grafen von Leiningen 5.000 Goldgulden und loste damit das Pfand für die Dörfer Billigheim, Erlenbach, Godramstein, Klingen und Steinweiler ein. Seit dieser Zeit war Billigheim ein kurpfälzischer Amtsort, dessen Gerichtsbarkeit anfänglich dem Fauth des Amtes Landeck, später dem Fauth des Amtes Germersheim übertragen war.
In Urkunden aus dem 14. Jahrhundert wurde Billigheim bereits als „Stadt“ (civitas) bezeichnet. Im Jahr 1450 verlieh König Friedrich III. (1440–1493) „denen vun Bullickem“ das Recht zur Abhaltung eines dreitägigen Jahrmarktes auf St. Gallus und eines Wochenmarktes und erklärte die Bewohner von Billigheim „für frei“. Der heutige Billigheimer Purzelmarkt geht auf das Marktrecht von 1450 zurück. 1468 ließ Kurfürst Friedrich I. (1451–1476) eine Stadtmauer und drei Wehrtore bauen, von denen das Obertor als Wahrzeichen des Ortes erhalten blieb. 1550 wurde die Stadt zusätzlich mit Wällen und Gräben befestigt. Diese Festung bestand aus einem regelmäßigen Achteck mit einem starken Erdwall und vorliegendem breiten und tiefen Graben mit ungemauerten Eskarpen, zwei Toren mit Vortoren. Die Tore und ihre Vortore waren durch steinerne gewölbte Brücken, die über den Graben führten, verbunden. Der Graben wurde über den Kaiserbach, damals „Kappelbach“ genannt, bewässert.
Das Amt Billigheim stand bis Ende des 18. Jahrhunderts unter dem kurpfälzischen Oberamt Germersheim, zum Amt Billigheim gehörten neben der Stadt Billigheim die Dörfer Erlenbach, Impflingen, Klingen, Rohrbach und Steinweiler. Das Gericht Billigheim bestand 1710 aus einem Oberschultheißen, einem Unterschultheißen, vier Schöffen und einem Gerichtsschreiber.
Nach der Französischen Revolution (1789) kam die Region 1792 zu Frankreich. Unter der französischen Verwaltung wurde die Stadt Billigheim 1794 Hauptort des gleichnamigen Kantons, der dem Arrondissement Weissenburg im Département Bas-Rhin (Departement Niederrhein) zugeordnet war. Zum Kanton Billigheim gehörten auch die Gemeinden Appenhofen, Erlenbach, Heuchelheim, Ilbesheim, Klingen, Mörzheim, Mühlhofen, Rohrbach, Steinweiler und Wollmesheim. 1802 wurde der Kanton Billigheim mit den zugehörenden Gemeinden in den Kanton Bergzabern eingegliedert. Im Jahr 1808 hatte Billigheim 1.282 Einwohner, 791 davon waren Reformierte, 139 Lutheraner, 310 Katholiken und 42 Juden. Während der französischen Zeit verlor Billigheim seine Stadtrechte.
Während der Kanton Bergzabern, damit auch Billigheim, im Ersten Pariser Frieden vom Mai 1814 noch dem Königreich Frankreich zugeordnet wurde, kam im Zweiten Pariser Frieden vom November 1815 der nördlich der Lauter liegende Teil des Departements Niederrhein unter die Hoheit Österreichs. Österreich war schon im Juni 1815 auf dem Wiener Kongress die vorher zum Département du Mont-Tonnerre (Departement Donnersberg) gehörende übrige Pfalz zugesprochen worden. Im April 1816 schließlich wurde die gesamte Pfalz in einem Staatsvertrag von Österreich an das Königreich Bayern abgetreten.
Unter der bayerischen Verwaltung gehörte Billigheim zum Rheinkreis und zum nunmehr bayerischen Kanton Bergzabern, der dem Landkommissariat Bergzabern (ab 1862 Bezirksamt Bergzabern) zugeordnet war. Die Gemeinde Billigheim hatte eine eigenständige Verwaltung. Im Jahr 1825 war Georg Peter Kuhn Bürgermeister von Billigheim. Der hier ansässige Landarzt Dr. Friedrich Heitz († 1948) war heimatkundlich engagiert und entwickelte 1909 die Idee zur Schaffung der Pfälzer Fahne.
Nach einem amtlichen Ortschaftenverzeichnis für den Freistaat Bayern aus dem Jahr 1928 lebten in der Landgemeinde Billigheim insgesamt 1.144 Einwohner in 269 Wohngebäuden, 237 Einwohner waren Katholiken, 863 waren Protestanten, 42 waren Juden, 3 wurden als „sonstige“ bezeichnet. Die Gemarkung der Gemeinde umfasste 1060 Hektar. Im Pfarrdorf gab es eine katholische und eine protestantische Pfarrei, eine katholische und eine protestantische Schule, eine Gendarmeriestation, ein Postamt, ein Notariat sowie eine Steuer- und Gemeindeeinnehmerei. Zur Gemeinde gehörten die Pfalzgrafmühle  und die Wartgartenmühle mit jeweils sechs Einwohnern.
Im Zuge der ersten rheinland-pfälzischen Gebiets- und Verwaltungsreform wurde die bis dahin eigenständige Gemeinde Billigheim mit damals 1.579 Einwohnern am 7. Juni 1969 aufgelöst und aus ihr und den Gemeinden Appenhofen, Ingenheim und Mühlhofen die Gemeinde Billigheim-Ingenheim neu gebildet. Gleichzeitig wurde der 1939 aus dem Bezirksamt Bergzabern entstandene Landkreis Bergzabern aufgelöst und die Gemeinde Billigheim-Ingenheim dem neuen Landkreis Landau-Bad Bergzabern (1977 umbenannt in Landkreis Südliche Weinstraße) zugeordnet.

## Verkehr
Von 1892 bis 1968 war Billigheim durch die Klingbachtalbahn an das Bahnnetz angebunden. Der entsprechende Bahnhof Billigheim-Mühlhofen lag auf dem Gemeindegebiet von Billigheim und wurde bereits 1959 geschlossen. Nächstgelegener Bahnhof ist seither Rohrbach.

## Söhne und Töchter des Ortes
- Theobald Billicanus (1493–1554), Theologe, Jurist und Reformator
- Karl Hoffmeister (1796–1844), Philologe
- Konrad von Busch (1847–1910), Bischof von Speyer
- Eduard Ludwig Antz (1876–1944), Ingenieur, Unternehmer, Genealoge und Autor
- Otfried H. Culmann (* 1949), Maler, Schriftsteller und Bildhauer